# 細川政春
細川 政春（ほそかわ まさはる）は、室町時代後期から戦国時代にかけての武将。備中国守護。細川野州家4代当主。
兄の勝之と子の高国が細川京兆家に養子入りし、高国は京兆家当主になった。また、甥の尹賢は細川典厩家当主、高基は和泉守護となっている。なお、政春を和泉守護であると見る向きもあったが、昨今ではそのように見ない向きの方が強い。

## 生涯
享徳5年（1456年）、細川教春の子として誕生。「政」の字は、将軍・足利義政から偏諱の授与を受けたものである。
野州家は細川淡路家や細川天竺家と共に奉公衆の一番に属す家であった。政春の祖父持春などは足利義教の側近くにあり、嘉吉の乱で片腕を失っている。一方でまた、勝之と高国の例からうかがえるように、京兆家とも密接な関係があった。
以上のような関係のなか、明応の政変（1493年）にあって政春はすぐさま足利義材（義稙）の陣を離れて、京兆家当主政元のもとに駆けつけている。以降は典厩家の政賢と共に政元を助け、義材を擁する朝倉貞景が南下すると安富某・長塩備前守らと出陣し、後には畠山尚順に与同する大和国の筒井氏らと戦っている。
なお、通説では、高国は政元の養子としてそのまま後継者争いに加わったとされているが、明応6年（1497年）以降に政春から高国に家督が譲られて野州家に戻った形跡がある（政春には当時高国以外の男子はいなかった）。その後、高国が後継者争いに加わるとこれに従い、永正5年（1508年）に高国は京兆家当主の澄元が追って当主となっている。
政春は高国以外に子供がいない上に、永正12年（1515年）に備中守護を継いでいた弟の春俱の系統が断絶すると、高国によって政春が備中守護に任じられたこと（以後、野州家は政春の官途名から房州家とも呼ばれた）でその後継問題が危惧されたが、永正13年（1516年）8月になって男子（晴国）が誕生したことで、問題は解消された。
永正14年（1517年）8月頃より、政春は体調を崩し、翌永正15年（1518年）1月9日に死去した。享年63。

## 系譜
- 父：細川教春
- 母：徳大寺公有娘
- 室：不詳
  - 男子：細川高国（1484-1531） - 細川政元の養子
  - 男子：細川晴国（1516-1536）
  - 女子：畠山尚順室
- 養子
  - 男子：東漸寺[10]